# محمد امینی (بازیکن بسکتبال)
محمد امینی (زادهٔ ۶ اردیبهشت ۱۳۸۴) عضو تیم ملی بسکتبال ایران است و به تازگی همراه این تیم در رقابت‌های جام جهانی بسکتبال ۲۰۲۳ حضور پیدا کرد. امینی سابقه لژیونر شدن و حضور در تیم موناکو فرانسه را هم در کارنامه خود دارد و پیش از رسیدن به این مهم، او توانسته بود به عنوان یکی از ۵ بازیکن برتر آسیا نام خود را مطرح کند.
امینی هم‌چنین در مسابقات مهمی از جمله رقابت‌های جوانان یورولیگ، تجربه کسب مقام سومی را دارد و یکی از ۴۰ نفر پایانی کمپ بدون مرز (NBA) است؛ کمپی که در سال ۲۰۲۳ در سالت لیک سیتی شهر یوتا در کشور آمریکا برپا شد. او فعالیت ورزشی خود را از تیم‌های پایه باشگاه مهرام تهران آغاز کرد و سپس توانست راهی لیگ برتر فرانسه شود و به تیم موناکو بپیوندد.
محمد امینی در جام‌جهانی بسکتبال ۲۰۲۳ یکی از موثرترین چهره‌های تیم ملی بسکتبال ایران بود.

## افتخارات
- یکی از ۵ بازیکن برتر آسیا در مسابقات جوانان (تهران ۲۰۲۲)
- مقام سوم مسابقات جوانان یورولیگ به میزبانی زادار کرواسی
- حضور در ۴۰ نفر پایانی کمپ بدون مرز NBA در سال ۲۰۲۳